# Andropogon gerardii
Espèce
Classification APG III (2009)
Andropogon gerardii est une espèce de plantes de la famille des Poacées (appelées autrefois graminées).
Barbon de Gerard (Andropogon gerardi) est une plante vivace des alluvions sablonneuses.